# Ernst Křenek
Pour les articles homonymes, voir Křenek.
Ernst Křenek (né le 23 août 1900 à Vienne et mort le 22 décembre 1991 à Palm Springs) est un compositeur autrichien.

## Biographie

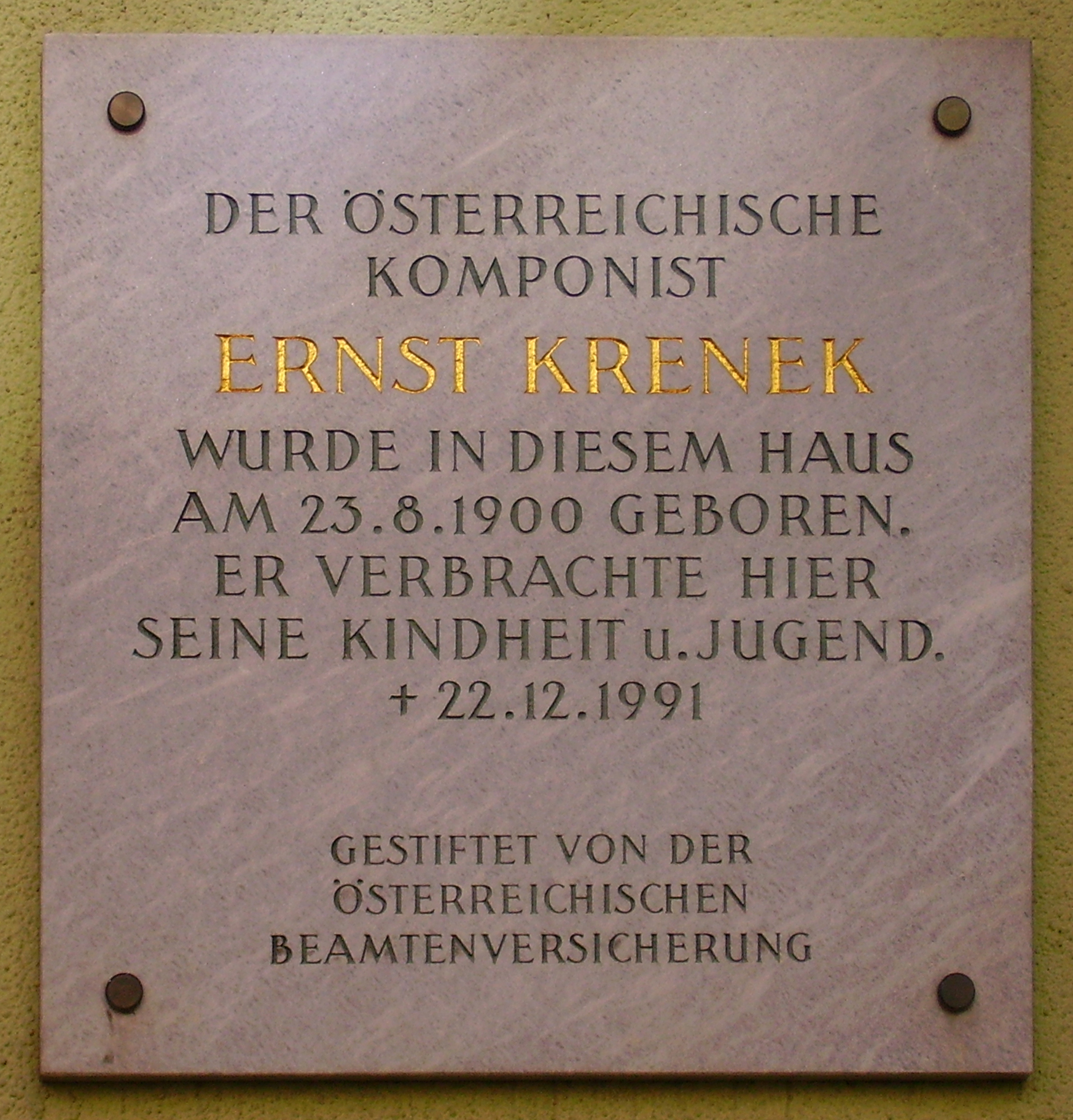
Plaque sur la maison natale à Wien-Währing, Argauergasse 3

Ernst Křenek est le fils d'un officier de l'Armée commune mais d'origine tchèque. De 1911 à 1919, il fit ses études dans le lycée viennois Klostergasse et commença parallèlement à l'âge de 16 ans à étudier la composition avec Franz Schreker à Vienne. Après son service militaire, il étudia pendant deux semestres la philosophie puis, en 1920, suivit son professeur à Berlin, où il fréquenta bientôt le cercle d'éminents musiciens, dont Ferruccio Busoni, Hermann Scherchen et Eduard Erdmann. Ses premières œuvres sont écrites dans une atonalité libre et très personnelle ; ainsi en est-il de son opéra comique Der Sprung über den Schatten (en) (1924).
À partir de 1923, Křenek vécut deux années en Suisse et se rendit ensuite à Paris. En 1924, il épousa Anna Mahler, fille de Gustav Mahler, mais ce mariage aboutit à une séparation au bout d'un an. Sous l'influence de Stravinsky et du néo-classicisme français, le style de composition de Křenek changea pour devenir plus accessible et plus plaisant. Dans le cadre de ses activités de 1925 à 1927 en tant qu'assistant de Paul Bekker, le directeur artistique de l'opéra de Kassel, Křenek rencontra son plus grand succès auprès du public, le 10 février 1927, avec la création à l'opéra de Leipzig de son « opéra jazz » Jonny spielt auf. Cet opéra, qui raconte l'histoire de l'opposition entre un violoniste classique et un musicien de jazz, fut l'une des œuvres les plus jouées dans les années 1920 et obtint un grand succès public. Hanns Eisler, dans un article d'octobre 1927, qualifia l'opéra de « pièce ennuyeuse et stupide », mais souligna expressément qu'il considérait au contraire Křenek comme un compositeur très talentueux.
Après le divorce avec sa première femme, Křenek épousa la célèbre actrice Berta Hermann et retourna à Vienne. Encore une fois, son style de composition se transforma, après une étude approfondie de la musique de Schubert, et commença sa phase de néo-romantisme, qui culmina avec l'opéra Leben des Orest (La vie d'Oreste) et le cycle de lieder Reisebuch aus den österreichischen Alpen (les deux pièces datant de 1929). Mais déjà la même année commença son exploration de la technique dodécaphonique de Schoenberg, qui influença son travail dans les années suivantes.
Depuis l'opéra Jonny spielt auf, Křenek était devenu pour les nazis un « bolchevik culturel » et après leur arrivée au pouvoir en 1933, ses œuvres furent interdites dans le Reich allemand. Pourtant, Křenek, converti au catholicisme après 1930, n'était ni juif ni engagé politiquement.
Dans la période 1930-1933, Křenek composa l'opéra dodécaphonique Karl V, dont la première à Vienne en 1934, fut cependant empêchée à cause de menaces exercées par des partisans nazis autrichiens. Elle n'aura lieu à Prague qu'en 1938. En 1938, il figure en bonne place dans l'exposition « Musique dégénérée » organisée à Düsseldorf. Le personnage de Jonny inspirera la couverture du catalogue de l'exposition, dessinée par Ludwig Tersch.
Křenek avait émigré aux États-Unis en 1937. Après la guerre, il ne put jamais se décider pour un retour en Europe. Aux États-Unis il commença alors une intense activité d'enseignement, la première à partir de 1939 au Vassar College de Poughkeepsie (État de New York), en 1942-1947 à la School of Fine Arts de l'Université Hamline à Saint Paul (Minnesota). En 1945, il devint un citoyen américain. Il changea alors pour des raisons de simplicité l'orthographe de son nom en Krenek. De 1947 à 1966, il vécut à Los Angeles et fut invité par plusieurs universités. En 1950, il se maria pour la troisième fois et épousa la compositrice Gladys_Nordenstrom (en) (1924-2016). Parmi les œuvres les plus importantes de ces années, on peut citer sa pièce chorale Lamentatio Jeremiae Prophetae  (1941) et l'opéra Pallas Athene weint (1955).
Křenek poursuivit sans cesse l'expérimentation dans ses compositions. À partir des années 1940, il travailla sur la musique sérielle, et dans les années 1950, son travail aborda la musique électronique, avec l'oratorio de Pentecôte Spiritus intelligentiae sanctus (1955-1956, en collaboration avec le Studio de musique électronique à Cologne). En 1966, il s'installa à Palm Springs, mais il était encore actif en Europe comme interprète de ses œuvres. Jusqu'à ses dernières années, il composa sans relâche et son catalogue d'œuvres atteint le numéro d'opus 242. Son travail inclut presque tous les styles du XXe siècle et, comme Stravinsky, il arriva à une maîtrise extraordinaire quel que soit le style.

## Œuvres principales

### Opéras
- Die Zwingburg, op. 14 (1922)

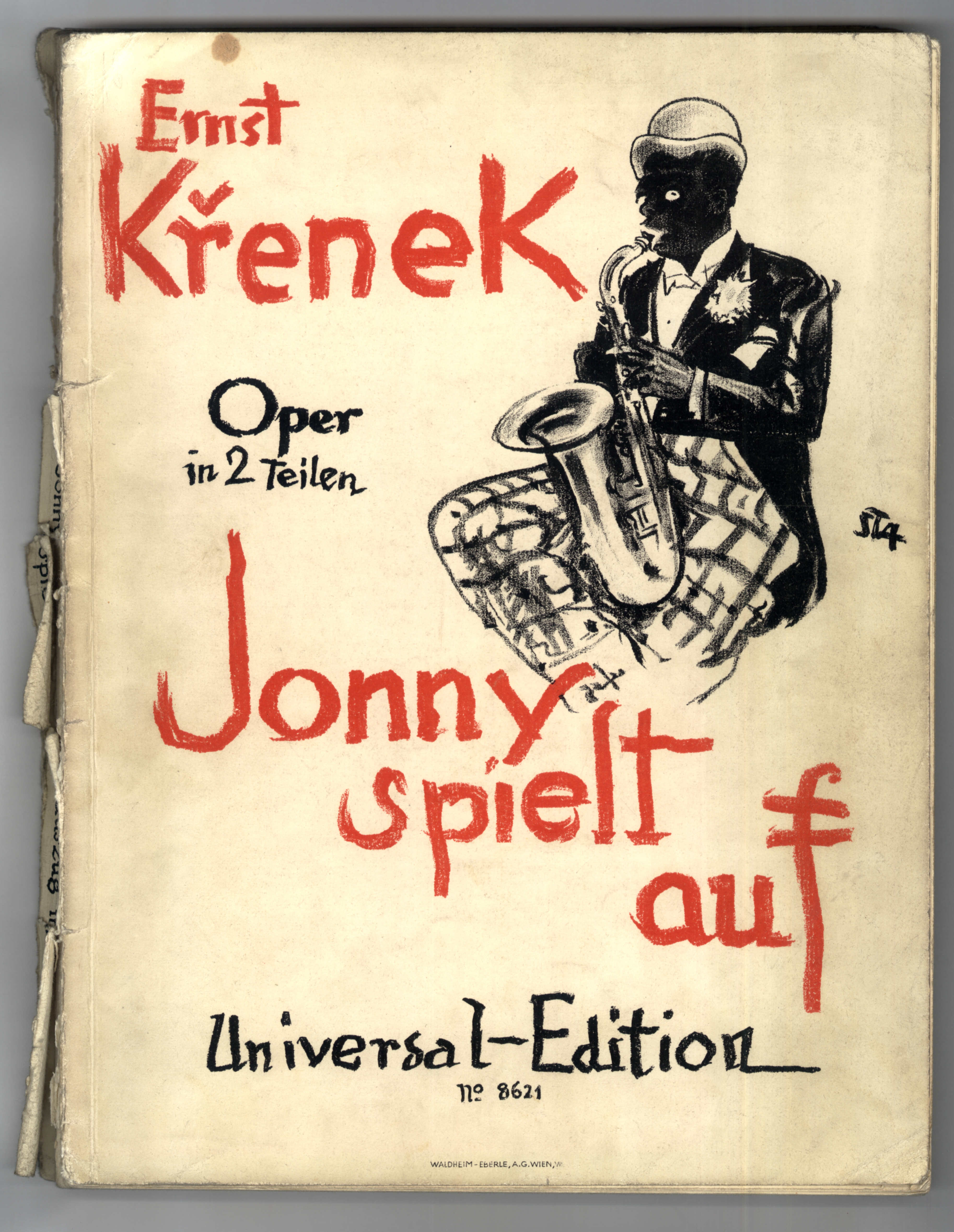
Couverture de la première édition de la partition pour piano de Jonny spielt auf.

- Der Sprung über den Schatten (en), op. 17 (1923)
- Orpheus und Eurydike (en), op. 21 (1923)
- Bluff, op. 36 (1924-25)
- Jonny spielt auf, op. 45 (1925)
- Der Diktator, op. 49 (1926)
- Das geheime Königreich (en), op. 50 (1926-27)
- Schwergewicht, oder Die Ehre der Nation (en), op. 55 (1927)
- Leben des Orest, op. 60 (1928–29)
- Kehraus um St Stephan, op. 66 (1930)
- Karl V, op. 73 (1931–33)
- Cefalo e Procri (en), op. 77 (1934)
- Tarquin (en), op. 90 (1940-41)
- What Price Confidence? (en), op. 111 (1945-46)
- Dark Waters, op. 125 (1950)
- Pallas Athene weint, op. 144 (1952-55)
- The Bell Tower (en), op. 153 (1955-56)
- Ausgerechnet und verspielt, op. 179 (1962)
- Der goldene Bock, op. 186 (1962–63)
- Der Zauberspiegel, op. 192 (1963–66)
- Sardakai, oder Das kommt davon (en), op. 206 (1967–69)
- Flaschenpost vom Paradies oder Der englische Ausflug, op. 217 (1973)

### Musique vocale

#### Musique chorale
- Die Jahreszeiten (Hölderlin), op. 35 (1925)
- Lamentatio  Jeremiae prophetae, op. 93 (1941–2)
- Santa Fe Timetable, op. 102 (1945)
- Missa duodecim tonorum, pour chœur mixte et orgue, op. 165 (1957–58)

#### Lieder
- Reisebuch aus den österreichischen Alpen, op. 62 (1929)
- Sestina, pour soprano et 8 instruments, op.161 (1957)

### Œuvres orchestrales

#### Symphonies
- Symphonie nº 1, op. 7 (1921)
- Symphonie nº 2, op. 12 (1922). Une symphonie dédiée à Anna Mahler, fille du compositeur Gustav Mahler. La création a lieu aux États-Unis en 1943 par Dimitri Mitropoulos à la tête de l'Orchestre symphonique de Minneapolis.
- Symphonie nº 3, op. 16 (1922)
- Symphonie pour vents et percussions, op. 34 (1924-25)
- Petite symphonie, op. 58 (1928)
- Symphonie nº 4, op. 113 (1947)
- Symphonie nº 5, op. 119 (1949)
- Symphonie "Pallas Athene", op. 137 (1954)

#### Concertos et œuvres concertantes
- Concerto pour violon nº 1, op. 29 (créé par Alma Moodie le 5 janvier 1925 à Dessau)
- Petit Concerto pour clavecin, orgue et orchestre de chambre, op. 88
- Concerto pour violon, piano et petit orchestre, op. 124
- Concerto pour harpe et orchestre de chambre, op. 126
- Concerto pour violoncelle nº 1, op. 133
- Concerto pour violon nº 2, op. 140
- Capriccio pour violoncelle et orchestre, op. 145
- Concerto pour violoncelle nº 2, op. 236
- Quatre concertos pour piano
- Concerto pour deux pianos, op. 127
- Concertos pour orgue, notamment le concerto op. 230 pour orgue et orchestre à cordes (op. 235 avec orchestre complet)

### Musique de chambre

#### Quatuor à cordes
- Quatuor à cordes nº 1, op. 6
- Quatuor à cordes nº 2, op. 8
- Quatuor à cordes nº 3, op. 20
- Quatuor à cordes nº 4, op. 24
- Quatuor à cordes nº 5, op. 65 en mi bémol
- Quatuor à cordes nº 6, op. 78
- Quatuor à cordes nº 7, op. 96
- Quatuor à cordes nº 8, op. 233

#### Sonates
- Pour piano
  - Sonate nº 1, op. 2 en mi bémol
  - Sonate nº 2, op. 59
  - Sonate nº 3, op. 92 no 4
  - Sonate nº 4, op. 114
  - Sonate nº 5, op. 121
  - Sonate nº 6, op. 128
  - Sonate nº 7, op. 240
- Pour violon
  - Deux avec piano (nº 1 op. 3 en fa dièse mineur et nº 2 op. 99)
  - Deux solos (op. 33 et op. 115)
  - Avec orgue (op.231)

#### Autres œuvres
- Sérénade pour clarinette trio à cordes, op. 4
- Suite pour violoncelle, op. 84
- Suite pour guitare, op. 164
- Trio à cordes, op. 118
- Trio à cordes Parvula Corona Musicalis: ad honorem Johannis Sebastiani Bach, op. 122
- Trio à cordes en 12 variations, op. 237

### Musique électronique
- Spiritus Intelligentiae, Sanctus, op. 152, pour deux voix solos et bande son enregistrée (1956)
- San Fernando Sequence, op. 185 (1963)
- Exercices de dernière heure, op. 200 (1967)
- Orga-Nastro, op. 212, pour orgue et bande son enregistrée (1971)
- They knew what they wanted (Ils savaient ce qu'ils voulaient), op. 227, avec narrateur, hautbois, piano, percussion et bande son enregistrée (1977)

## Discographie
La redécouverte de sa musique a commencé grâce à la collection « Musique dégénérée » chez Decca. Lothar Zagrosek et l'Orchestre du Gewandhaus de Leipzig ont ainsi enregistré l'opéra jazz Jonny spielt auf et la symphonie no 2. Le concerto pour violon a été enregistré par John Mauceri et le Rundfunk-Sinfonieorchester Berlin avec des œuvres de Kurt Weill et Erich Wolfgang Korngold. Takao Ukigaya a enregistré avec le Radio-Philharmonie Hannover des NDR l'intégralité des Symphonies, complétées par le Potpourri op.54 et le Concerto Grosso op.25, 2, pour le label CPO.

## Honneurs
- Prix Bach de la Ville libre et hanséatique de Hambourg (1966)[4]